# Ralph Evans
Ralph Evans (ur. 20 grudnia 1953 w Tonypandy) – brytyjski bokser kategorii papierowej. Jest brązowym medalistą letnich igrzysk olimpijskich w Monachium.